# جورج غوردون (مخرج)
جورج غوردون (بالإنجليزية: George Gordon)‏ هو رسام رسوم متحركة وكاتب سيناريو ومخرج أمريكي، ولد في 2 سبتمبر 1906، وتوفي في 24 مايو 1986 في أببل فالي في الولايات المتحدة.

## وصلات خارجية
- جورج غوردون على موقع IMDb (الإنجليزية)
- جورج غوردون على موقع ألو سيني (الفرنسية)
- جورج غوردون على موقع أول موفي (الإنجليزية)
- جورج غوردون على موقع قاعدة بيانات الأفلام السويدية (السويدية)
- جورج غوردون على موقع قاعدة بيانات الفيلم (الإنجليزية)
- جورج غوردون على موقع كينوبويسك (الروسية)